# 거쿠 철로
거쿠 철로(중국어 간체자: 格库铁路, 정체자: 格庫鐵路, 병음: Geku Tielu)는 중국 국철의 철도 노선으로, 칭하이 성의 골무드 역에서 신장 위구르 자치구의 코를라 역까지 이어진다. 계획상 본토-신장을 잇는 세 번째 주요 교통로이며, 칭하이 구간은 2020년 6월 30일에 개통했고 신장 구간은 2020년 12월 9일에 개통될 예정이다. 관할하는 곳은 우루무치 철로국과 칭짱철로공사이다.
이 노선은 코를라, 로프누르, 차키리크, 골무드를 통과한다. 선로가 지나는 환경은 복잡하며, 최대 고도차는 2,500미터이다. 처음으로 알친 산맥을 통과한 노선이기도 하며, 알친산 낙타 보호구역과 고비사막을 지나면서 심한 모래바람을 마주했다.
이 철도가 완전 개통하면 골무드에서 코를라까지 이동하는 시간이 26시간에서 12시간으로 단축된다. 또 이전과 달리 쿠물을 경유하여 동쪽으로 크게 우회할 필요가 없어졌으며, 소수민족 지역의 사회, 경제적 발전을 촉진하게 되었다.

## 역사
- 2014년 12월 28일 : 착공
- 2019년 9월 29일 : 알친산 터널 관통

## 같이 보기
- 칭짱 철로
- 허뤄 철로